# Vergewaltigt – Eine Frau schlägt zurück
Vergewaltigt – Eine Frau schlägt zurück ist ein Drama des Regisseurs Martin Enlen aus dem Jahr 1998. In der Hauptrolle verkörpert Iris Berben die zweifache Mutter und Hausfrau Christine Wagner.

## Handlung
Christine Wagner wird von einem Einbrecher in ihrem Haus vergewaltigt, während ihr Mann Stefan auf einer Geschäftsreise ist. Als sie den Einbruch und den sexuellen Übergriff später bei der Polizei zur Anzeige bringen will, hält man ihre Schilderungen für unglaubwürdig. Die zuständige Beamtin hält ihre Darstellungen für übertrieben und erfunden und beschließt, diesen Fall nicht weiter zu bearbeiten. Christine ist dadurch frustriert und verdrängt das Geschehene.
Die Handlung erfährt eine Wendung, als plötzlich zwei weitere Frauen auf genau die gleiche Art von einem Einbrecher vergewaltigt werden. Nun kommt die Psychologiestudentin Tanya ins Spiel: Sie versucht, ein Profil des Täters zu erstellen. Die Handlung des Films erfährt erneut eine Wendung, als der mutmaßliche Täter unter mysteriösen Umständen während der gegen ihn laufenden Ermittlungen zu Tode kommt. Jetzt gerät die Psychologin selbst ins Visier der Justiz und wird vor Gericht zu den Umständen des Todes befragt. Die Justiz vermutet nämlich, dass erst durch das von ihr erstellte Täterprofil dieser überhaupt ausfindig gemacht werden konnte.

## Produktionsnotizen
Der Film hatte am 8. April 1998 in Deutschland seine Premiere im deutschen Fernsehen.

## Kritiken
„Fesselnde Studie, nichts für Voyeure“

## Sonstiges
In den Vereinigten Staaten wurde der Film unter dem Titel Ultimate Trespass im amerikanischen Fernsehen gezeigt.